# Dschabar Muʿaddī

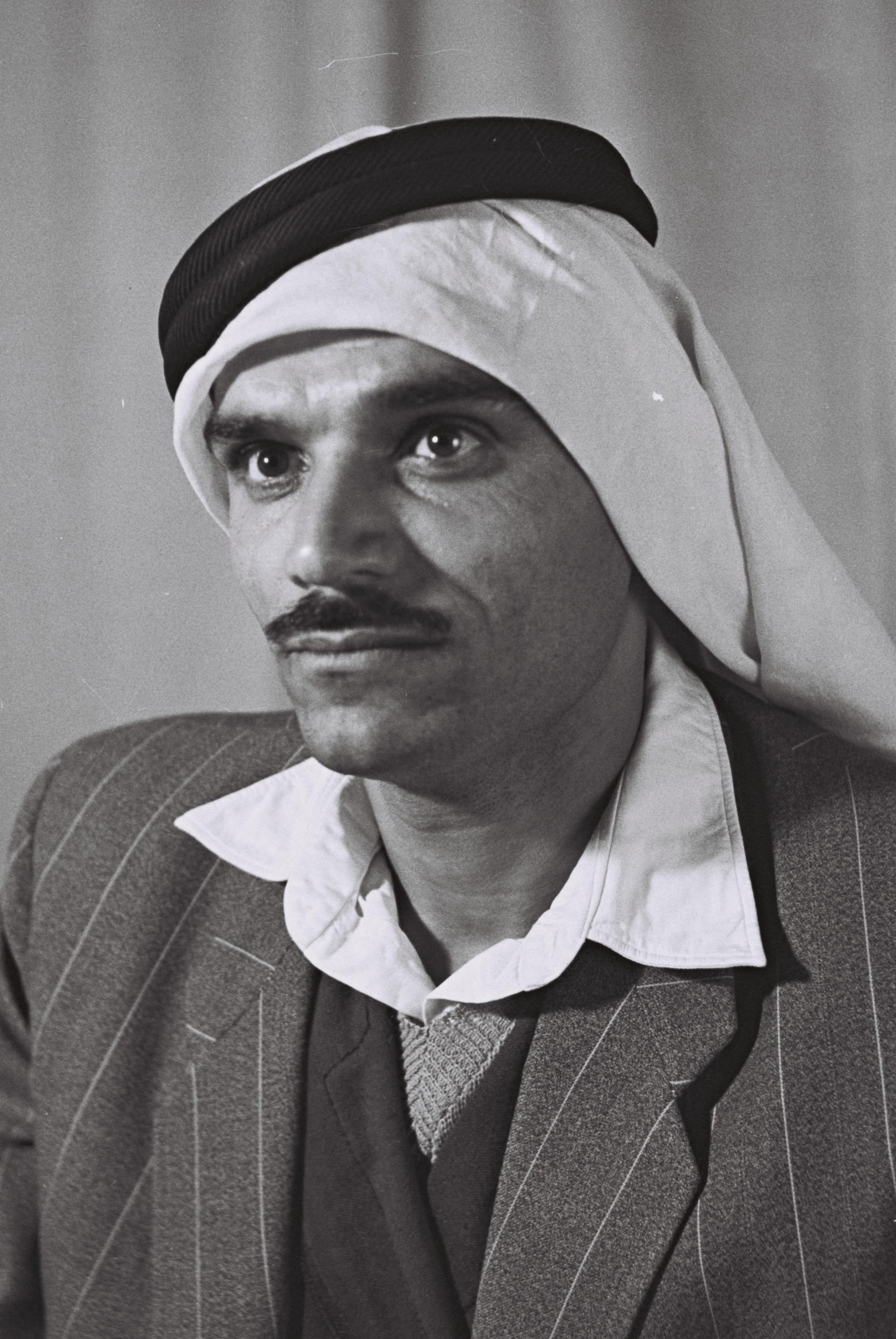
Dschabar Muʿaddī

Dschabar Muʿaddī (arabisch جبر داهش معدي, DMG Ǧabar Dāhiš Muʿaddī, hebräisch ג'בר מועדי; auch Jaber Muadi; * 1. April 1919 in Jirka, Völkerbundsmandat für Palästina; † 19. Mai 2009 in Israel) war ein drusischer Scheich und arabischstämmiger Knessetabgeordneter. Er war zwei Mal stellvertretender Minister: Am 27. Oktober 1971 für Kommunikation und seit dem 24. März 1975 Landwirtschaft.

## Leben
Dschabar Muʿaddī war Knessetabgeordneter in der 2., 3., 5., 6., 7., 8., 9. Legislaturperiode von 1951 bis 1981:
- 1951–1955: Demokratische Liste für Israelische Araber
- 1956–1959: Demokratische Liste für Israelische Araber
- 1961–1966: Schittuf weAchawa
- 1966–1967: Schittuf weAchawa
- 1967: Schittuf weAchawa
- 1967–1969: HaSi’a haDrusit haJisra’elit
- 1969–1974: Kidma uFittuach
- 1974–1976: HaMaʿarach
- 1976–1977: Kidma uFittuach
- 1977: Reschima Arawit Me’uchedet
- 1981: Reschima Arawit Me’uchedet